# 圣吕斯蒂斯
圣吕斯蒂斯（法語：Saint-Rustice，法語發音：[sɛ̃ ʁystis]）是法国上加龙省的一个市镇，位于该省北部，属于图卢兹区。该市镇总面积2.36平方公里，2009年时的人口为439人。

## 图集

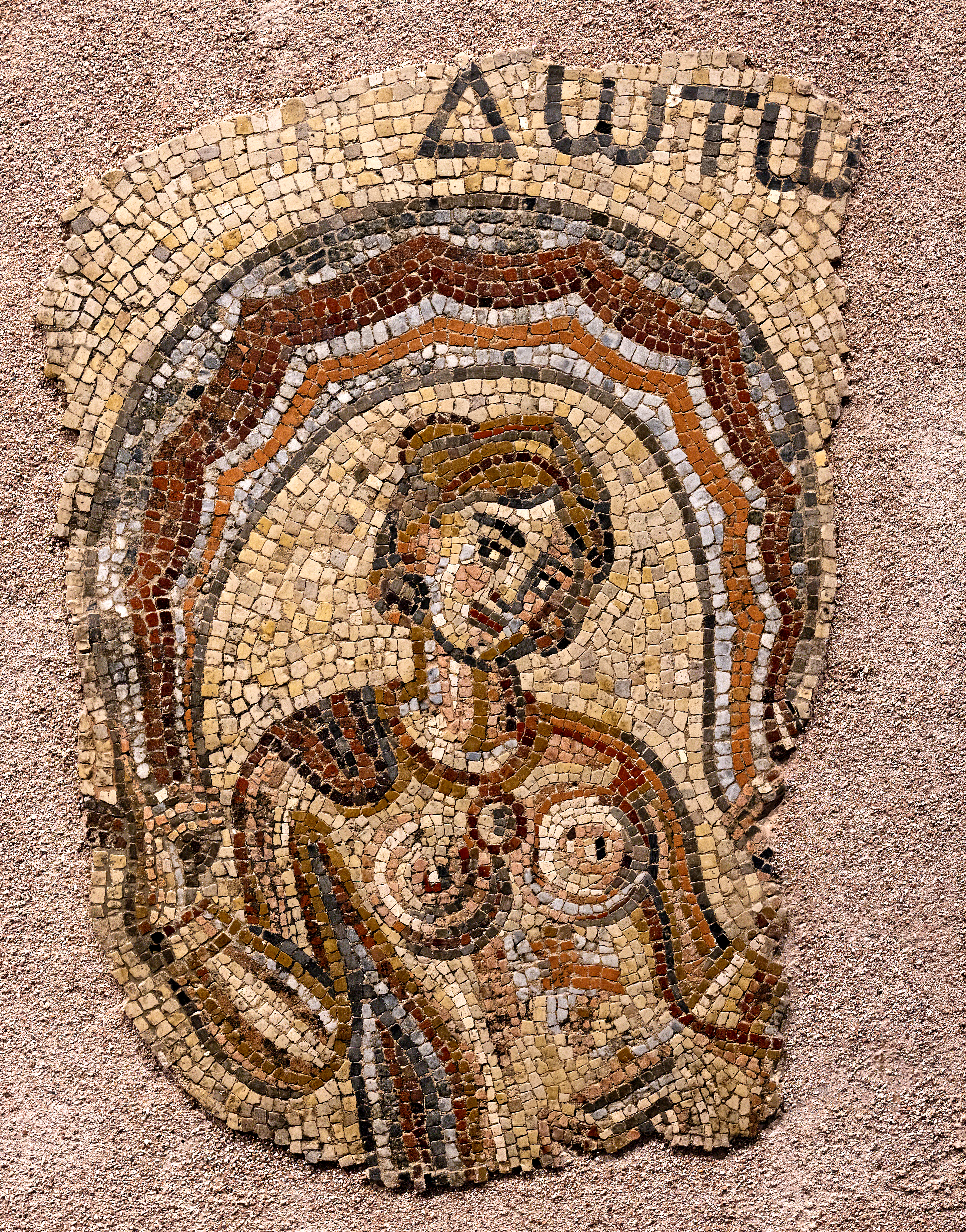
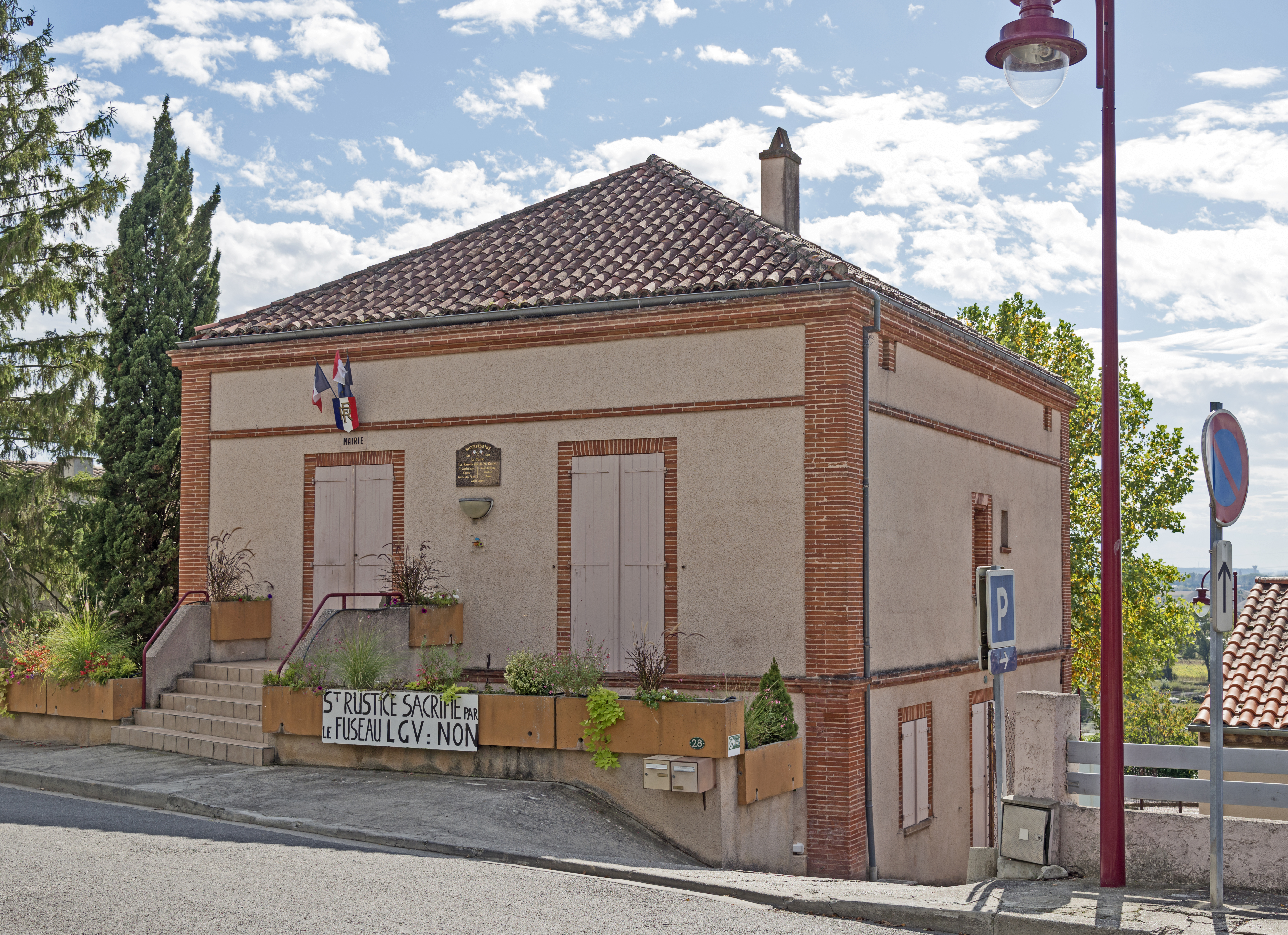
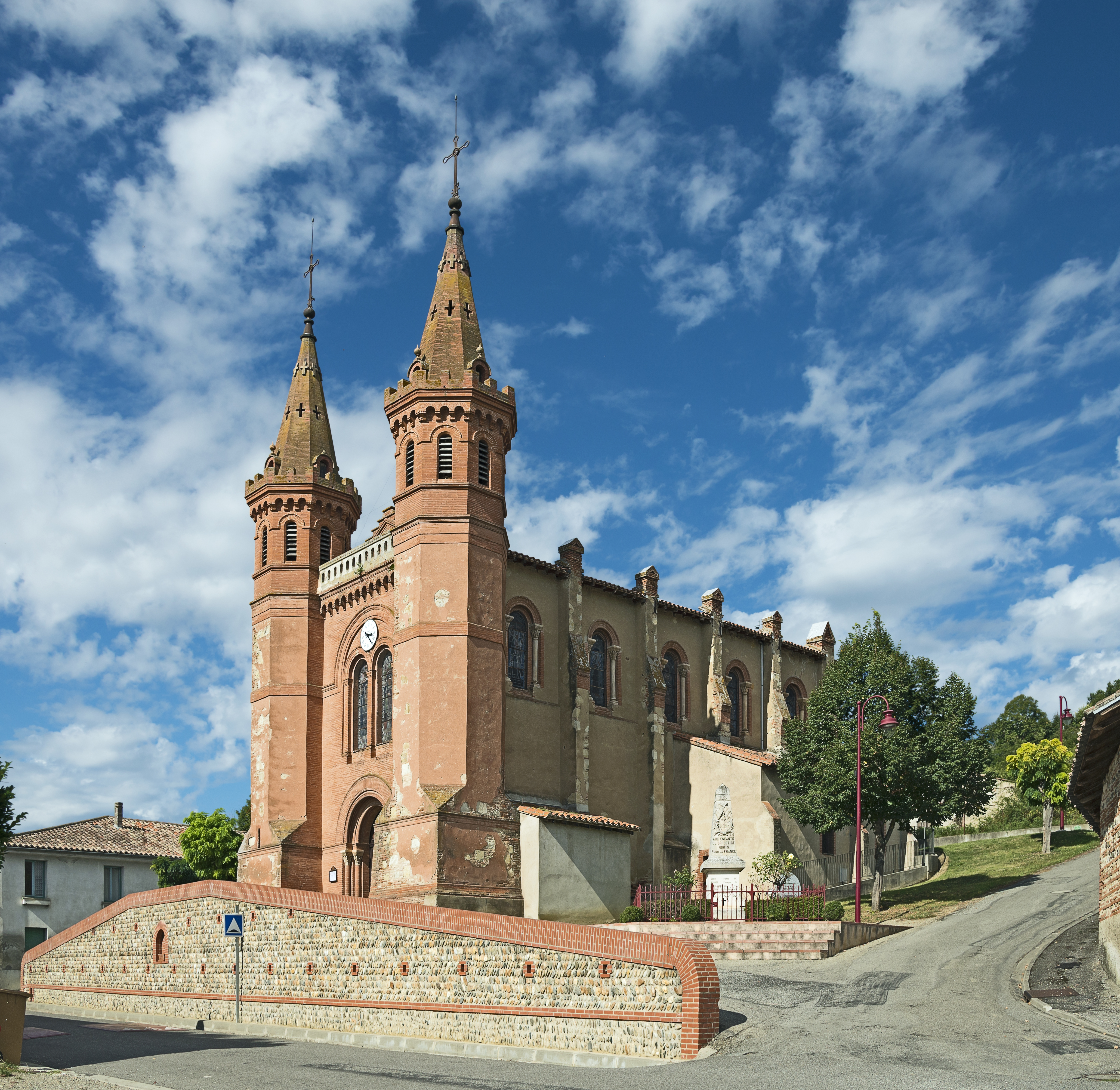

## 人口
圣吕斯蒂斯人口变化图示